# زوج كوبر

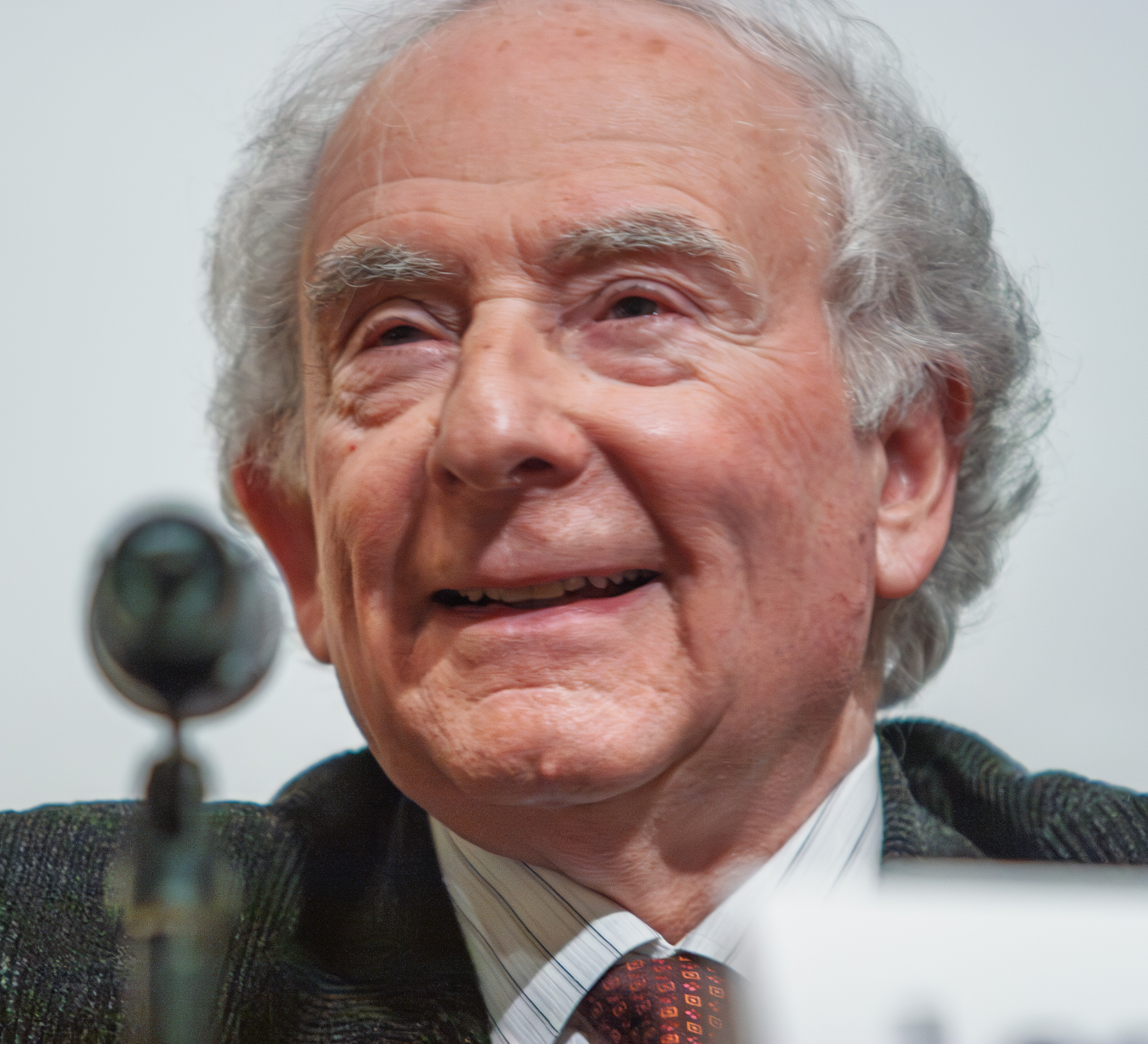

في فيزياء المواد المكثفة زوج كوبر أو زوج BCS هو زوج من الإلكترونات (أو الفيرمونات الأخرى) تم ربطهما معًا عند درجات حرارة منخفضة بطريقة معينة، وُصف لأول مرة عام 1956 الفيزيائي الأمريكي ليون كوبر.
أظهر كوبر أن الجذب الصغير العشوائي بين الإلكترونات في المعدن يمكن أن يؤدي إلى ازدواج الإلكترونات مع طاقة أقل من طاقة فيرمي، مما يعني أن الزوج لابد أن يرتبط، في الموصلية الفائقة التقليدية يرجع هذا الجذب إلى التفاعل بين الإلكترون والفونون. حالة ازدواج كوبر هي المسؤولة عن الموصلية الفائقة كما هو موضح في نظرية BCS التي طورها جون باردين وليون كوبر وجون شيفر والتي تقاسموا فيها جائزة نوبل عام 1972.
على الرغم من أن زوج كوبر هو تأثير كمي، إلا أنه يمكن رؤية سبب الاقتران من تفسير كلاسيكي مبسط. يتصرف الإلكترون في المعدن عادة كجسيم حر، يتم طرد الإلكترون من الإلكترونات الأخرى بسبب شحنتها السالبة، ولكنه يجذب أيضًا الأيونات الموجبة التي تشكل شبكة معدنية صلبة، هذا الجذب يشوه شبكة الأيونات ويحرك الأيونات قليلاً نحو الإلكترون مسببًا زيادة كثافة الشحنة الموجبة للشبكة في المنطقة المجاورة. هذه الشحنة الموجبة يمكن أن تجذب إلكترونات أخرى لمسافات طويلة، يمكن لهذا التجاذب بين الإلكترونات بسبب الأيونات النازحة التغلب على تنافر الإلكترونات بسبب شحنتها السلبية وتسبب لهم الاقتران، يوضح التفسير الميكانيكي الكمي الدقيق أن التأثير يرجع إلى تفاعلات الإلكترون والفونون، مع كون الفونون هو الحركة الجماعية للشبكة ذات الشحنة الموجبة.
طاقة تفاعل الاقتران ضعيفة جدًا 10−3 eV، والطاقة الحرارية يمكن أن تكسر الأزواج بسهولة، لذلك فقط في درجات الحرارة المنخفضة في المعادن والركائز الأخرى يوجد عدد كبير من الإلكترونات في أزواج كوبر.
الإلكترونات في الزوج ليس بالضرورة أن تكون قريبة من بعضها لأن التفاعل بعيد المدى، قد تظل الإلكترونات المزدوجة متباعدة بمئات النانومتر، وعادة ما تكون هذه المسافة أكبر من متوسط المسافة بين الإلكترونات بحيث يمكن للعديد من أزواج كوبر أن تشغل نفس المساحة. الإلكترونات لها لف مغزلي-½ لذلك هم الفرميونات لكن إجمالي دوران زوج كوبر هو عدد صحيح (0 أو 1) لذا فهو بوزون مركب، هذا يعني أن الدوال الموجية متماثلة تحت تبادل الجسيمات. وبالتالي فإنه على عكس الإلكترونات يُسمح بأن يكون العديد من أزواج كوبر في نفس الحالة الكمية وهو المسؤولة عن ظاهرة الموصلية الفائقة.
تنطبق نظرية BCS أيضًا على أنظمة الفرميون الأخرى مثل هليوم 3، في الواقع زوج كوبر هو المسؤول عن فائض الهيليوم 3 في درجات حرارة منخفضة، وقد ثبت أيضًا مؤخرًا أن زوج كوبر يمكن أن يتكون من بوزونين. هنا يتم دعم الاقتران عن طريق التشابك في شبكة بصرية.

## العلاقة مع الموصلية الفائقة
إن ميل جميع أزواج كوبر في الجسم إلى التكثيف إلى نفس الحالة الكمية هو المسؤول عن الخصائص المميزة للموصلية الفائقة.
اعتبر كوبر في الأصل أن حالة تكوين أزواج معزولة تكون في المعادن فقط، عندما ينظر المرء إلى الحالة الأكثر واقعية للعديد من تكوينات أزواج الإلكترونات -كما هو موضح في نظرية BCS الكاملة- يجد المرء أن الاقتران يفتح فجوة في الطيف المستمر لحالات الطاقة المسموح بها للإلكترونات، مما يعني أن كل إثارة من النظام يجب أن تمتلك الحد الأدنى من الطاقة، هذه الفجوة في الإثارة تؤدي إلى الموصلية الفائقة لأن الإثارة الصغيرة مثل تناثر الإلكترونات ممنوعة. تظهر الفجوة بسبب تأثيرات الجسم المتعددة بين الإلكترونات التي تشعر بالجاذبية.
كان آر إيه أوج أول من اقترح أن الإلكترونات قد تعمل كأزواج إلى جانب اهتزازات الشبكة في المادة، وقد تم توضيح ذلك من خلال تأثير النظائر الملاحظ في الموصلات الفائقة، أظهر تأثير النظائر أن المواد التي تحتوي على أيونات أثقل (نظائر نووية مختلفة) ولها درجات حرارة انتقال منخفضة فائقة التوصيل، يمكن تفسير ذلك من خلال نظرية اقتران كوبر: فمن الصعب على الإلكترونات أن تجذب وتحرك الأيونات الثقيلة (كيف تتشكل أزواج كوبر)، مما يؤدي إلى طاقة ربط أصغر للأزواج.
نظرية أزواج كوبر عامة جدًا ولا تعتمد على التفاعل بين الإلكترون والفونون، اقترح منظري المادة المكثفة آليات الاقتران بناءً على تفاعلات جذابة أخرى مثل تفاعلات الإلكترون-أكسيتون أو تفاعلات الإلكترون-البلازمون، حاليًا لم تتم ملاحظة أي من تفاعلات الاقتران الأخرى هذه في أي مادة.
وتجدر الإشارة إلى أن اقتران كوبر لا يتضمن اقتران إلكترونات فردية لتكوين «شبه بوزونات»، الحالة المزدوجة مفضلة بقوة، والإلكترونات تدخل وتخرج من تلك الحالات بشكل تفضيلي، وقد وضَّح جون باردين تفصيل دقيق:
«إن فكرة الإلكترونات المزدوجة على الرغم من أنها ليست دقيقة بالكامل تجسد معنى ذلك.» 
يقدم يانغ الوصف الرياضي للتماسك من الدرجة الثانية المتضمن هنا.